# Dusona chikaldaensis
Dusona chikaldaensis är en stekelart som beskrevs av Gupta 1977. Dusona chikaldaensis ingår i släktet Dusona och familjen brokparasitsteklar. Inga underarter finns listade i Catalogue of Life.